# Milcoiu
Milcoiu – wieś w Rumunii, w okręgu Vâlcea, w gminie Milcoiu. W 2011 roku liczyła 221 mieszkańców.